# Weaver (parish)
Weaver var en civil parish från 1866 till 1892 då den blev en del av Darnhall, i grevskapet Cheshire, i England. Civil parish var belägen 10 km från Northwich och hade 139 invånare år 1881. Byn nämndes i Domedagsboken (Domesday Book) år 1086, och kallades då Wevre.